# Filippo Conca
Filippo Conca (ur. 22 września 1998 w Lecco) – włoski kolarz szosowy.

## Osiągnięcia
Opracowano na podstawie:
2021
- 1. miejsce w klasyfikacji górskiej Tour de La Provence

## Rankingi
| Rok             | 2018  | 2019  | 2020 | 2021  | 2022  | 2023  | 2024 |
| --------------- | ----- | ----- | ---- | ----- | ----- | ----- | ---- |
| World Ranking   | 1826. | 2013. | 720. | 1381. | 2117. | 1558. | 996. |
| UCI Europe Tour | 1205. | 1316. | 576. | 981.  | 1327. | -     | -    |
|                 |       |       |      |       |       |       |      |
| Źródło: UCI     |       |       |      |       |       |       |      |